# 苏敬衡
苏敬衡（1801年—1867年），字心舆，号蕉林，山东沾化人，榜眼苏兆登子，道光十六年进士、探花。清朝政治人物。

## 生平
道光十四年（1834年）中举人，道光十六年（1836年）成第一甲第三名進士（探花），时年35岁。曾任翰林院编修，国史馆协修，并主持陕甘会试、担任直隶天津府、宣化府知府，广东雷琼兵备道，治理当地海盗，卓有成效。后调任甘肃、四川按察使等职。改任福建按察使时，被狡吏杨得质、盛朝辅诬告，未赴任。事后查明真相，杨、盛两人撤职。苏敬衡因养母，告老还乡，并卒于同治六年（1867年），享年67岁。
因其父苏兆登是嘉慶四年为第一甲第二名进士（榜眼），苏氏父子以“父子二鼎甲”闻名于世。而原功名牌匾却因文化大革命时期大炼钢铁，被铸为菜板。